# عصر عاشورا
عصر عاشورا یکی از آثار نگارگری محمود فرشچیان است که در عاشورای سال ۱۳۵۵ به تصویر کشیده شده است. موضوع این اثر بازگشت اسب بی‌سوار حسین بن علی به سوی خیمه‌ها در عصر عاشورا است. فرشچیان این اثر را با کیفیت‌ترین در میان تولیدات خود می‌داند. این اثر در سال ۱۳۶۹ به موزه آستان قدس رضوی اهدا شد. وی آثار دیگری نیز پیرامون عاشورا دارد که از آن جمله تابلو «پرچمدار حق» پیرامون عباس بن علی و «هدیه عشق؛ حضرت علی اصغر» در کربلا است.

فرشچیان خود دربارهٔ خلق این اثر می‌گوید:
سه سال پیش از انقلاب، روز عاشورا، مادرم گفت: برو روضه گوش کن تا چند کلام حرف حساب بشنوی. گفتم: من حالا کاری دارم بعد خواهم رفت. رفتم اتاق، اما خودم ناراحت شدم. حال عجیبی به من دست داد، قلم را برداشتم و تابلوی «عصر عاشورا» را شروع کردم. قلم را که برداشتم همین تابلو شد که الان هست، بدون هیچ تغییری. الان که بعد از سی سال به این تابلو نگاه می‌کنم، می‌بینم اگر می‌خواستم این کار را امروز بکشم، باز هم همین تابلو به وجود می‌آمد، بدون هیچ تغییری. یک چیزی دارد این تابلو که خود من هم گریه‌ام می‌گیرد… تفکر حاکم بر تابلو هم همان اصل حاکم برتابلوی ضامن آهو است، یعنی تمام خطوط مدور بوده و به وجود مبارک حضرت زینب (س) ختم می‌شد.
این تابلو جزو آثار هنری یونسکو می‌باشد.

## ویژگی‌ها
برخلاف اکثر آثار وی، او در این اثر از کادر افقی استفاده کرده که بیانگر ایستایی و انرژی‌های از نفس افتاده است.